# Imen Aguar
Imene Agouar (ar. إيمان أغوار ;ur. 22 listopada 1993) – algierska judoczka.
Uczestniczka mistrzostw świata w 2014 i 2015. Startowała w Pucharze Świata w latach 2013-2016 i 2018. Piąta na igrzyskach afrykańskich w 2015 i 2019. Zdobyła sześć medali na mistrzostwach Afryki w latach 2013-2018.